# Cistugo lesueuri
Cistugo lesueuri (Roberts, 1919) è un Pipistrello della famiglia dei Cistugidi diffuso nell'Africa meridionale.

## Descrizione

### Dimensioni
Pipistrello di piccole dimensioni, con la lunghezza totale tra 88 e 107 mm, la lunghezza dell'avambraccio tra 32 e 38 mm, la lunghezza della coda tra 43 e 45 mm, la lunghezza del piede tra 6 e 8 mm, la lunghezza delle orecchie tra 11 e 14 mm e un peso fino a 9 g.

### Aspetto
La pelliccia è di media lunghezza, densa e liscia. Le parti dorsali variano dall'arancio-giallastro, bruno-giallastro e marrone chiaro al bruno-rossastro, con la base dei peli marrone scura, mentre le parti ventrali sono leggermente più chiare sul collo e sull'addome, con la punta dei peli chiara o biancastra. Il muso è privo di peli e nero-brunastro. Le orecchie sono bruno-nerastre, arrotondate e con la punta stretta. Il trago è lungo circa la metà del padiglione auricolare, stretto, con la punta smussata e una fessura alla base posteriore. Le membrane alari sono uniformemente bruno-nerastre, leggermente reticolate e con due caratteristiche piccole masse ghiandolari su ogni semi-ala ben distanziate dall'avambraccio. La tibia è priva di peli. La coda è lunga ed inclusa completamente nell'ampio uropatagio, il quale è chiaro, semi-trasparente e ricoperto verso l'esterno di piccoli peli color crema. Il cariotipo è 2n=50 FNa=48.

## Biologia

### Comportamento
Si rifugia nei crepacci rocciosi in prossimità di specchi d'acqua dove forma colonie miste di almeno qualche decina di individui. L'attività predatoria inizia al tramonto. Probabilmente è serbatoio naturale del virus della febbre della Rift Valley.

### Alimentazione
Si nutre di insetti.

### Riproduzione
Femmine gravide sono state catturate nel Lesotho nei mesi di ottobre e dicembre. Danno alla luce un piccolo alla volta.

## Distribuzione e habitat
Questa specie è diffusa nelle province sudafricane del Capo occidentale, Capo settentrionale, Free State e nel Lesotho.
Vive nelle praterie montane e nei Fynbos in prossimità di specchi d'acqua.

## Conservazione
La IUCN Red List, considerato il vasto areale e la popolazione presumibilmente numerosa, classifica C.lesueuri come specie a rischio minimo (Least Concern)).